# St. Johann am Walde
St. Johann am Walde, Sankt Johann am Walde – miejscowość i gmina w Austrii, w kraju związkowym Górna Austria, w powiecie Braunau am Inn. Liczy 2 036 mieszkańców.